# Tribologie

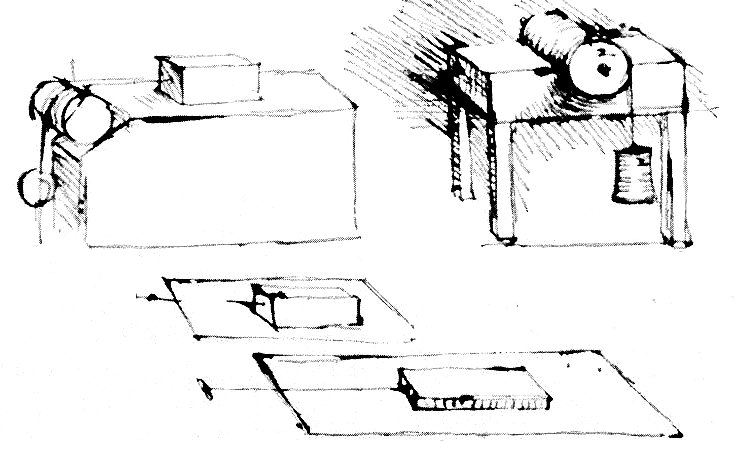
Les premières études empiriques sur les forces de friction sont attribuées à Léonard de Vinci.

La tribologie (du grec ancien τρίβος, « frottement » et λόγος, « science, étude ») est la science qui étudie les phénomènes susceptibles de se produire entre deux systèmes matériels en contact, immobiles ou animés de mouvements relatifs. Ce terme recouvre, entre autres, tous les domaines du frottement, de l’usure, de l'étude des interfaces et de la lubrification.
C'est une branche du génie mécanique et de la science des matériaux qui a des applications concrètes en archéologie, dermatologie, cosmétique, dans l'industrie, les transports et la biomécanique.
Ce terme désigne aussi la discipline psycho-physiologique qui étudie comment les êtres vivants perçoivent les frottements dont ils sont le siège et les vibrations qui en résultent.

## Histoire

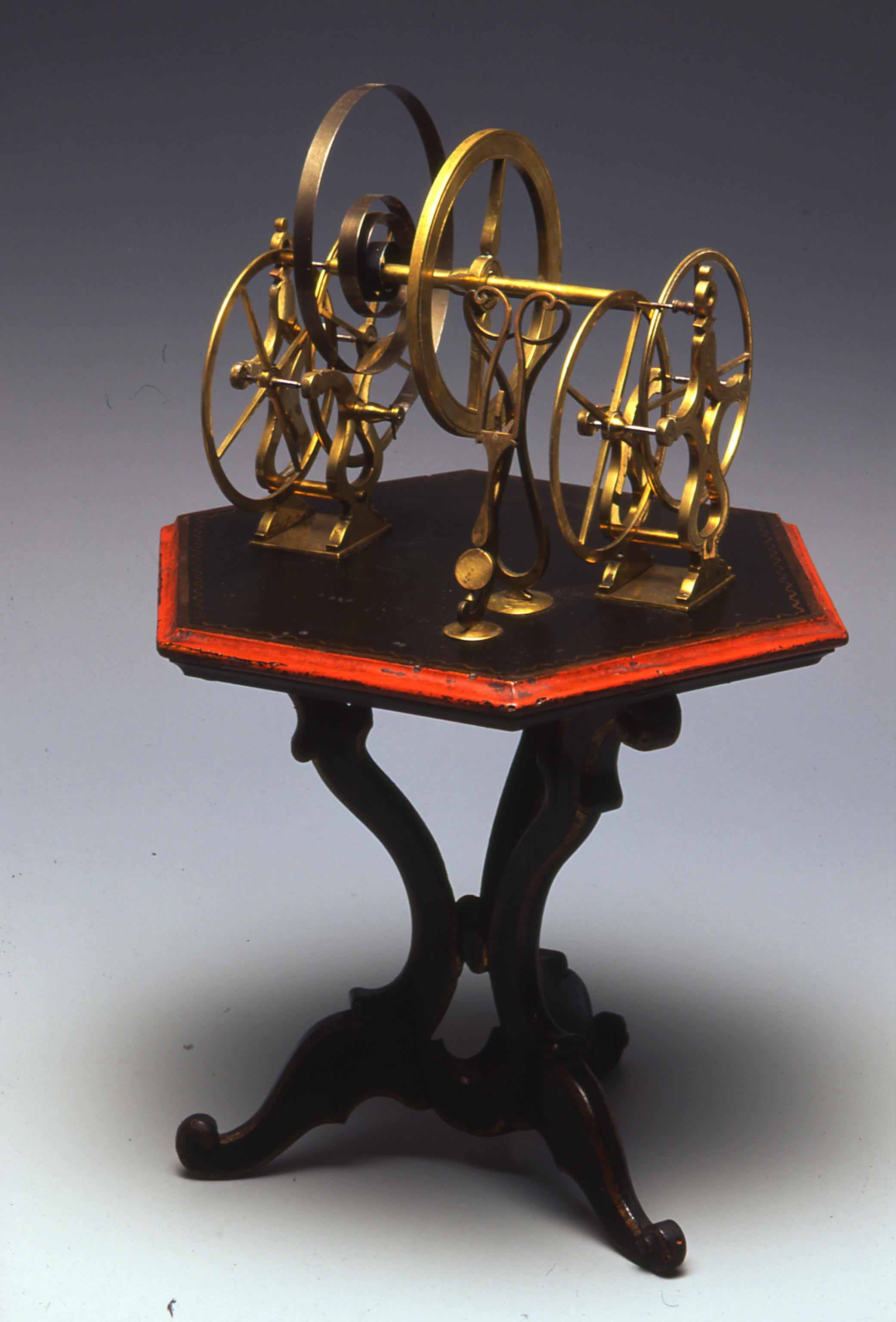
Tribomètre (1742), construit par Jean Antoine Nollet,.

Malgré la désignation relativement récente du domaine de la tribologie, des études quantitatives sur les frictions peuvent être datées dès 1493, lorsque Léonard de Vinci a noté pour la première fois les deux « lois » fondamentales des frottements : 
- la résistance au frottement est la même pour deux objets différents de même poids, mais ayant des largeurs et des longueurs différentes ;
- Il a également observé que la force nécessaire pour surmonter le frottement double alors que le poids double.

Les deux « lois » fondamentales du frottement ont été publiées pour la première fois en 1699 par Guillaume Amontons, à qui elles sont désormais généralement associées :
- la force de frottement agissant entre deux surfaces de glissement est proportionnelle à la charge qui presse les surfaces ensemble ;
- la force de frottement est indépendante de la zone de contact apparente entre les deux surfaces.

Bien qu’elles ne soient pas universellement applicables, ces déclarations simples s’appliquent à une gamme étonnamment étendue de systèmes. Ces lois ont été développées par Charles-Augustin de Coulomb en 1785, qui a remarqué que la force de frottement statique peut dépendre du temps de contact et que le frottement (cinétique) peut dépendre de la vitesse de glissement, de la force normale et de la surface de contact.
En 1798, Charles Hatchett et Henry Cavendish ont réalisé le premier test fiable sur l'usure par frottement. Dans une étude commandée par le Conseil privé du Royaume-Uni, ils ont utilisé un simple appareil alternatif pour évaluer le taux d'usure des pièces d'or. En 1953, John Frederick Archard (en) développa l’équation d'Archard qui décrit l’usure par glissement et qui est basée sur la théorie du contact d’aspérité.
L'examen du phénomène de dilatance des empilements granulaires remonte à O. Reynolds (1885). Son interprétation du phénomène repose sur la théorie de Coulomb. À titre heuristique, Reynolds adopte l'angle de talus naturel comme angle de frottement entre grains.
Les autres pionniers de la recherche tribologique sont le physicien australien Frank Philip Bowden et le physicien britannique David Tabor, tous deux membres du Laboratoire Cavendish de l'université de Cambridge. Ensemble, ils ont écrit le manuel fondamental Friction and Lubrication of Solids (la première partie a été publiée en 1950 et la deuxième partie en 1964).
Michael J. Neale a été un autre chef de file du milieu des années 1900. Il s'est spécialisé dans la résolution de problèmes liés à la conception de machines en appliquant ses connaissances en tribologie. Neale était un éducateur respecté, doué pour l'intégration de travaux théoriques avec sa propre expérience pratique afin de produire des guides de conception faciles à comprendre. Le Tribology Handbook, qu'il a publié pour la première fois en 1973 et mis à jour en 1995, est toujours utilisé dans le monde entier et constitue la base de nombreuses formations pour les concepteurs en ingénierie.
Duncan Dowson (en) de l'université de Leeds a étudié l'histoire de la tribologie dans son livre paru en 1998, History of Tribology (2e édition). Cela couvre les développements de la préhistoire aux premières civilisations (Mésopotamie, Égypte antique) et met en lumière les principaux développements jusqu'à la fin du XXe siècle.

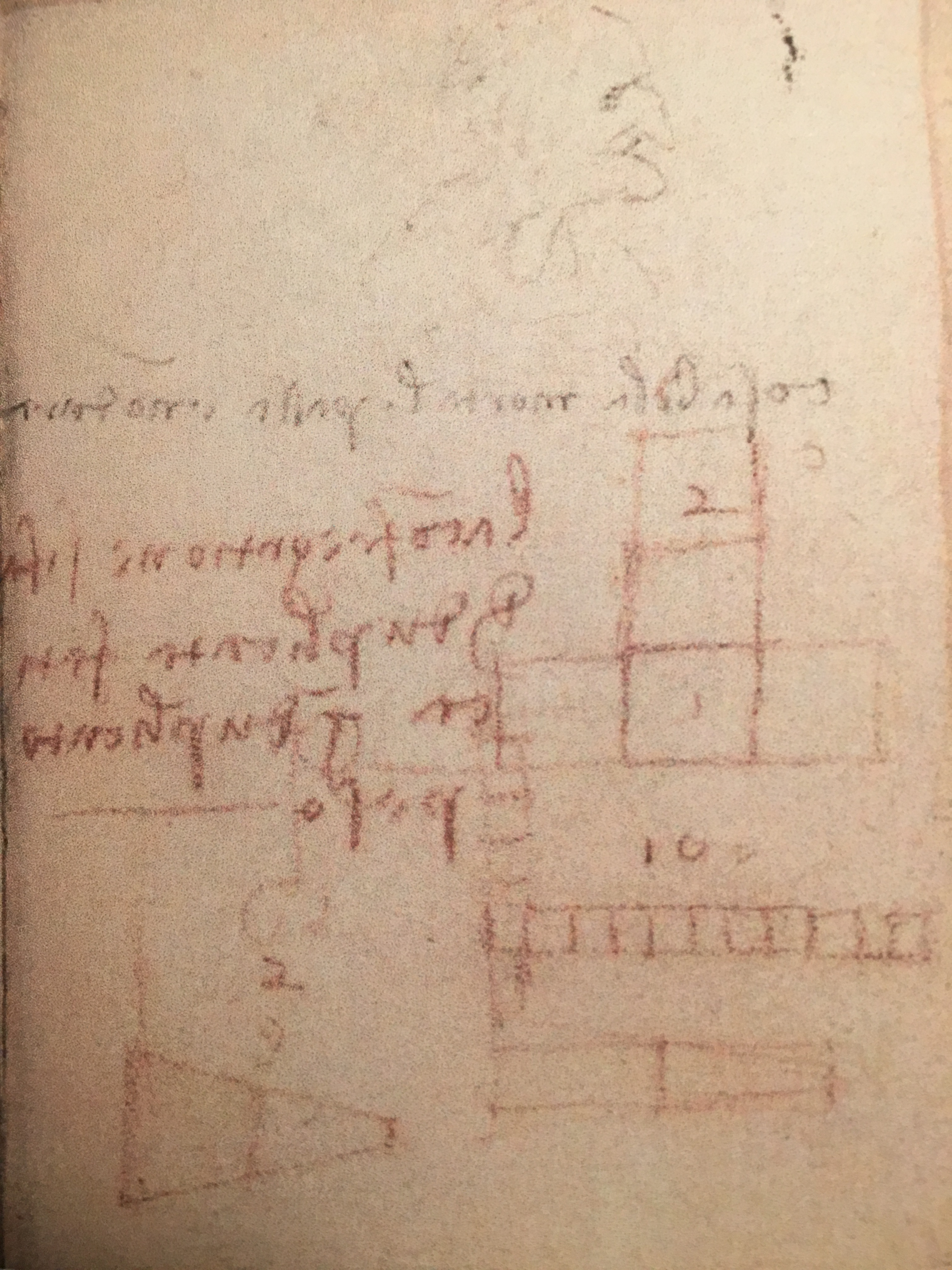
Les gribouillis de Léonard de Vinci, dans le Codex Forster III.

En 2016, une étude britannique de la partie des carnets de Léonard de Vinci traitant de la tribologie a été réalisée. Ian M. Hutchings, professeur à l’université de Cambridge a démontré que Léonard De Vinci avait déjà compris, 206 ans avant Guillaume Amontons, les lois du frottement (l'attrito) et ses applications physiques. Il a découvert en particulier, entre des esquisses de schémas la phrase suivante : « la friction double l’effort quand le poids double  ».
La page du Codex Forster, dans laquelle se trouvait cette phrase, parmi des gribouillis sous-estimés jusqu'à présent, avait été analysée en 1920 par un directeur de musée, qui l'avait jugée « sans importance »,.

## Physique

### Types d'usure

Courbe de Stribeck.

On distingue plusieurs types d’usure, auxquels la tribologie s'intéresse :
- usure par adhésion (arrachement de matériaux adhérents l'un à l'autre) ;
- usure par abrasion ou érosion, où des particules extérieures, par frottements ou chocs, ôtent de la matière en surface ;
- usure par fatigue, due à l’action répétée de contraintes à la surface, typiquement des pressions ou chocs ;
- usure par tribocorrosion.

### Quelques aspects
Les manifestations du frottement sont intégrées à nos comportements quotidiens. Dans un monde qui ne connaîtrait ni frottement ni adhérence, nos gestes les plus simples deviendraient pour la plupart inopérants : tenir un crayon, lacer ses chaussures, serrer une vis, appuyer une échelle au mur ou tout simplement marcher. Il n'y aurait ni bicyclettes, ni automobiles, ni trains (excepté les trains à sustentation), du moins sous la forme actuelle.
De nombreux sports cherchent à maîtriser les frottements, dont le curling et beaucoup de sports d'hiver et de sports de glisse.
À l'inverse, on est en général conscient des inconvénients du frottement, source d'usure ou d'efforts supplémentaires à fournir pour un même travail, donc de gaspillage d'énergie et de matières premières.
Voici quelques exemples.
- À masse roulante égale, pour vaincre les frottements, « par tonne de marchandises sur une distance similaire, le transport routier longue distance consomme quatre fois plus d'énergie que le train »[10], deux ou trois fois plus, selon la SNCF[11].
- Il est admis de façon empirique[12] que l'usure des revêtements routiers souples varie comme la quatrième puissance[13] de la charge à l'essieu. Ainsi le passage d'un camion de treize tonnes[14] à l'essieu dégraderait autant la route que le passage de 160 000 véhicules légers d'une charge à l'essieu moyenne de 0,65 tonne ((13/0,65)4 = 160 000). En pratique, un véhicule de quarante tonnes sur cinq essieux dégrade autant le revêtement routier que 100 000 véhicules légers ; un véhicule de 44 tonnes sur cinq essieux autant que 145 000 véhicules légers environ (10 % de hausse du tonnage à l'essieu correspond à une hausse d'environ 46 % de l'usure : 1,14 ~ 1,46). Le calcul des revêtements autoroutiers tient compte presque uniquement des poids lourds, les automobiles intervenant très peu ou pas du tout. Au Canada, conscient de ce fait, le gouvernement a récemment modifié la répartition du produit des taxes sur les carburants en considérant que « le gazole est utilisé principalement par les véhicules lourds responsables de la majeure partie de l'usure des routes[15] ». À noter que l'usure des revêtements routiers rigides varie selon un facteur supérieur (de l'ordre de 12).
- Les composants des machines et des équipements sont beaucoup plus souvent détruits par l'endommagement de leur surface que par la dislocation de leur volume. D'un côté, c'est heureux, car la rupture d'une pièce peut provoquer de graves accidents, alors que la dégradation lente provoquée par l'usure laisse le temps d'intervenir. La maîtrise de l'usure est une pensée économique qui consiste depuis 1960 à ne plus réparer les objets produits (garantie manufacturière et obsolescence) : dans un objet technique, toutes les composantes ne subissent pas les mêmes contraintes et il est devenu important d'éviter les « sur-qualités », que l'on peut qualifier d'onéreuses dans le processus de fabrication (composants en parfait état — moteurs, roulements, engrenages, etc. dont le coût pourrait être baissé — alors que le reste est très usé).

L'incommensurabilité désigne la non-coïncidence de la quasi-totalité des sites atomiques de deux réseaux cristallins frottant l'un sur l'autre. Par exemple pour deux réseaux cubiques, cette configuration est obtenue au mieux lorsque les surfaces sont décalées de 45 degrés l'une par rapport à l'autre. Elle est une condition de possibilité de la superlubrification au cours de laquelle les frottements deviennent extrêmement faibles.

## Équipes de recherche universitaire en tribologie dans le monde
- École Centrale de Lyon, LTDS
- INSA Lyon, LaMCoS[17], Équipe TMI (Tribologie et Mécanique des Interfaces)
- Université de Poitiers, Institut P'Prime[18]
- Leeds University, Faculty of Engineering and Physical Sciences
- ISAE-Supméca, Laboratoire Quartz
- Lehigh University, The Tribology Laboratory, Bethlehem, Pennsylvanie[19]

## Évènements internationaux dans le domaine de la tribologie
- Leeds-Lyon Symposium on Tribology (organisé chaque année en alternance entre Lyon en France et Leeds en Grande-Bretagne).
- African Congress in Tribology (organisé tous les deux à trois ans dans un pays d'Afrique).
- Latin American & Carribean Tribology Conference.
- STLE (organisé chaque année aux États-Unis).
- World Tribology Congress.
- Tribology Frontiers Conference.